# Institución Universitaria de Barranquilla
Institución Universitaria de Barranquilla (IUB), anteriormente ITSA, es una institución de educación superior colombiana adscrita al Distrito de Barranquilla con sede en Soledad (Atlántico) y Barranquilla, sujeta a inspección y vigilancia por medio de la Ley 1740 de 2014 y la ley 30 de 1992 del Ministerio de Educación de Colombia. Tiene más del 70% de sus programas acreditados en "Alta Calidad" y ha sido recientemente considerada como una de las quince mejores universidades de Colombia por su integralidad y excelencia académica.
La institución cuenta con 30 programas de pregrado y 4 de posgrado.

## Historia

### 1995-1997: Inicios
Entre 1995 y 1997 nace la idea de crear una institución pública de educación superior en el municipio de Soledad (Atlántico). Fue el Licenciado Blas Torres de la Torre, docente de reconocida trayectoria, quien, actuando como Secretario de Educación del Municipio, gestó la idea y empezó a socializarla con un grupo de colegas. En ese momento se constituye en Soledad un grupo de trabajo conformado por los profesores más destacados del Colegio Caldas, del INEM y del ITIDA, a quienes se les encargó la tarea de desarrollar el estudio técnico inicial que serviría de base para darle forma al proyecto. Inicialmente, la idea era darle continuidad a la formación que recibían los estudiantes de bachillerato del Instituto Técnico Industrial del Atlántico - ITIDA. A partir de esto se elaboró el primer proyecto, el cual, debido a que la Ley 30 de 1992, que es la que regula la Educación Superior En Colombia, no tenía determinada la existencia del “Enfoque Propedéutico”, se declaró inviable jurídicamente durante su trámite en el Congreso de la República.
Con la participación del profesor Adolfo Gómez Padilla, amigo del licenciado Blas Torres, y para entonces suplente del senador Fuad Char Abdala, se retomó la idea enmarcando el proyecto dentro de los parámetros de la Ley 30. Se constituyó un grupo de trabajo conformado por los profesores Arnulfo Rambal, Holguer González, Emiro Arroyo y Genisberto Gallardo, quienes asumieron el reto de desarrollar el estudio técnico que le permitió al profesor Gómez Padilla presentar y sustentar el nuevo proyecto en el Congreso de la República, que surtiendo su trámite regular y sancionada por el presidente de la república, se convirtió en la Ley 391 de 23 de julio de 1997 dando vida jurídica al Instituto Tecnológico de Soledad Atlántico – ITSA.

### 1998-1999: Primer Rector
Para la estructuración administrativa y jurídica del nuevo instituto, en mayo de 1998 mediante el Decreto 914 se creó un “Comité Especial” conformado, entre otras personalidades, por Daniel Villanueva Torregroza, representante del Ministerio de Educación Nacional y presidente del Comité; Pedro Falco González, delegado del Instituto Colombiano de Fomento de la Educación Superior ICFES; Javier Sáenz Obregón, delegado del Departamento Nacional de Planeación; Armando Llanos, delegado del Gobernador del Atlántico; Astrid Barraza Mora, alcaldesa del municipio de Soledad y José Rivera Escorcia, Secretario de Educación de Soledad. También tuvo, entre sus funciones, proponer al presidente de la república una terna de candidatos de la cual debía elegir el primer Rector del ITSA, nombramiento que se efectuó, mediante el Decreto 1358 de 22 de julio de 1999, siendo favorecido el licenciado Carlos Javier Prasca Muñoz, quien estuvo a cargo de la institución hasta enero del año 2012. En 2009, para dar cumplimiento de la Ley 790 de 2002, en especial al Art. 20, la institución se desvincula del Ministerio de Educación Nacional y, mediante Ordenanza 051 se incorporó a la estructura descentralizada del departamento del Atlántico en calidad de Establecimiento Público de Educación Superior.

### 2000: ITSA Radio 106.6 FM
Luego de cumplida la estructuración administrativa y jurídica y de nombrado el primer rector, el Instituto Tecnológico de Soledad Atlántico - ITSA inició actividades administrativas desde el 11 de febrero de 2000 en su primera sede ubicada en la calle 21 No. 21-05 de Soledad (Atlántico). Ya para el 15 de noviembre de 2000, que la institución inició su vida académica con 178 estudiantes matriculados en cuatro (04) programas académicos de nivel tecnológico en las áreas de telecomunicaciones, informática, electromecánica y electrónica. Durante el año 2000, por gestión directa del rector Carlos Javier Prasca Muñoz, el entonces Ministerio de Comunicaciones otorgó a ITSA, mediante la Resolución 1915 del 14 de septiembre de 2000, una estación de radiodifusión sonora categoría C (Emisora de Interés Público), en frecuencia modulada, a través de una emisora denominada ITSA Radio que opera en la frecuencia 106.6 MHz, potencia de operación 1kW, con distintivo de llamada HJS 56.

### 2001: Primera sede
La falta de espacios adecuados, tanto para labores administrativas como para académicas, se constituyó en el primer gran obstáculo a resolver. Pero el desarrollo futuro de la institución encontró un gran aliado. Por gestión liderada por el vicepresidente de la república Gustavo Bell Lemus, se logró que la Junta Directiva de Transelca S.A. E.S.P. presidida por el viceministro de energía, Juan Manuel Rojas Payán, el día 26 de enero de 2001, autorizara a sus directivos a buscar una figura jurídica que facilitara el uso, por parte de ITSA, de las instalaciones de la sede técnica localizada en la calle 18 # 39 – 100 del municipio de Soledad (Atlántico). Esta decisión se materializó a través de un contrato de comodato, y pronto se inició el traslado, primero, la sección administrativa y posteriormente, a medida que los espacios se fueron adecuando a los requerimientos de lo que deben ser las aulas de clase, se trasladaron también las actividades académicas. A partir de este logro, el instituto inició un proceso de expansión en diversos aspectos, como la ampliación de la oferta de programas y la vinculación con agentes de su entorno, tanto empresariales como sociales. En este sentido, participa en la primera convocatoria de Jóvenes en Acción del Plan Colombia, desarrolla proyectos como “Internet e informática para todos” y “Madres en red”. Igualmente, se convirtió en Academia Local de Cisco Networking, lo que le ha permitido establecer relaciones e interacciones con importantes empresas del sector de las tecnologías de telecomunicaciones.

### 2002: Primeros graduandos
Para el primer semestre de 2002 el instituto cuenta ya con una población de 623 estudiantes y, el 15 de noviembre de 2003, tras los primeros tres años de vida académica de la institución, se gradúa la primera promoción de 17 tecnólogos: Telecomunicaciones (6), Electrónica (2), Informática (6), Electromecánica (3), con lo cual se culminó el primer ciclo de formación de nuevos talentos, y se abre el camino que han podido recorrer muchas otras promociones de graduados.

### 2005: Ciclos propedeúticos
Luego de la expedición de la Ley 749 de 2002, mediante la cual se reestructuró el servicio de educación en los niveles de técnica profesional y tecnología, y autorizado por el MEN, mediante la Resolución 7616 de noviembre de 2006, en mayo de 2005 el ITSA introdujo un cambio que implicó un giro transcendental para su historia académica, como lo fue iniciar a impartir formación en el “Esquema de Ciclos Propedéuticos” en todos los programas de su oferta académica, es decir, retomó la idea original del primer proyecto de su constitución. Este esquema permite que los estudiantes inicien más pronto su contacto y vínculo con el mercado laboral, algo muy conveniente para ellos, teniendo en cuenta que, un alto porcentaje de los estudiantes que ingresan a la institución, provienen de los sectores menos favorecidos económicamente de la sociedad y hasta en situación de vulnerabilidad, social y familiar.
Como respuesta a la política del gobierno central, ITSA se vincula al plan de ampliación de cubertura de la educación superior, y mediante convocatoria del Ministerio de Educación Nacional fue seleccionado para administrar, en el departamento del Atlántico, los Centros Regionales de Educación Superior – CERES, estableciéndose como sede base el municipio de Sabanalarga, y luego se expandió, a través de centros satélites a los municipios de Sabanagrande, Galapa, Baranoa, Suan y Luruaco. En este mismo sentido, el ITSA ganó 220 becas para jóvenes de excelencia académica otorgadas por la organización Unión Fenosa, a través del programa Día Solidario.

### 2007: Articulación
En el año 2007 el ITSA incursionó en el Proyecto de Articulación de la Educación Media con la Educación Superior – Modelo ITSA, definido por el MEN como “un proceso pedagógico y de gestión que implica acciones conjuntas para facilitar el tránsito y la movilidad de las personas entre los distintos niveles y ofertas educativas, el reconocimiento de los aprendizajes obtenidos en distintos escenarios formativos y el mejoramiento continuo de la pertinencia y calidad de los programas, las instituciones y sus aliados”. A través de este proyecto de articulación, con la vinculación de Instituciones de Educación Básica y de Media pertenecientes al Distrito de Barranquilla, municipios del Área Metropolitana y del departamento del Atlántico, la institución ha tenido la posibilidad de ampliar su radio de acción a sectores de la comunidad que buscan mejores oportunidades formación, en un establecimiento público, con pertinencia y altos estándares de calidad.

### 2008-2012: Acreditación en Alta Calidad, Segunda Sede & Cambio de Rector
Precisamente, el concepto de calidad ha hecho parte de la gestión administrativa y académica desde sus inicios, y quedó materializado en 2008 cuando la institución recibió, de parte del ente certificador Bureau Veritas, la certificación de su Sistema de Gestión de Calidad. Esta condición se ha mantenido hasta la fecha, 2018, cuando el actual ente certificador es el Instituto Colombiano de Normas Técnicas y Certificación – ICONTEC.
En lo concerniente a la calidad académica, en diciembre de 2009 se dio inicio a la autoevaluación, con fines de Acreditación de Alta Calidad, de los tres primeros programas: Técnica Profesional en Electrónica, Técnica Profesional en Mantenimiento Electromecánico y Técnica Profesional en Informática. Las primeras visitas de Pares Académicos del Consejo Nacional de Acreditación se recibieron en febrero de 2011 y luego en 2012 se realizaron las correspondientes a los programas de nivel tecnológico, con los cuales las primeras hacen ciclo propedéutico. Los resultados de unas y otras fueron satisfactorios y en abril de 2013, el Ministerio de Educación Nacional, en ceremonia realizada en la sede Barranquilla, hizo entrega de las resoluciones de Acreditación de Alta Calidad de los primeros seis (06) programas académicos.
También en el año 2009, para dar cumplimiento a lo establecido en el Artículo 20 de la Ley 790 de 2002, el Instituto Tecnológico de Soledad Atlántico – ITSA se desvincula del Ministerio de Educación Nacional y es incorporado a la estructura descentralizada del departamento del Atlántico, acto que quedó oficializado a través de la Ordenanza 051 de la Asamblea del Departamento del Atlántico.
El Distrito de Barranquilla adquirió el local donde venía funcionando el colegio El Carmen, con el objeto de donarlo al ITSA, lo que ha permitido que más estudiantes de estratos bajos puedan acceder a la educación superior. Con algunos aportes del Ministerio de Educación Nacional y un crédito bancario, el ITSA ejecutó las obras de adecuación de la planta física y la dotación tecnológica, posibilitando que en el mes de septiembre se iniciaran las actividades académicas ofreciendo programas en los niveles de Técnica Profesional y Tecnologías.
Dentro del plan de ampliación de la oferta académica, y habilitado por la Ley 749 de 2002 y por la Ley 1188 de 2008, en 2010 el ITSA empieza a ofertar el nivel profesional universitario, por ciclos propedéuticos, del programa de Ingeniería Mecatrónica. Luego, en 2012 se ofertó el programa de Ingeniería Telemática y, posteriormente se incluyeron en esta oferta de programas de nivel profesional, Ingeniería de Procesos, Administración de Negocios Internacionales y Diseño Gráfico, con los cuales se completó la oferta actual de cinco programas profesionales. En enero de 2012, tras la renuncia del entonces rector Carlos Javier Prasca Muñoz, asumió como rector encargado el ingeniero mecánico Emilio Armando Zapata, para entonces Vicerrector Académico, quien había desempeñado antes los cargos de coordinador del programa de electromecánica y docente. El 26 de octubre del mismo año, luego de surtir un proceso interno para la selección de una terna de candidatos a la rectoría, por unanimidad de los miembros del Consejo Directivo de la institución fue elegido rector en propiedad del Instituto Tecnológico de Soledad Atlántico - ITSA para el período 2012 – 2017.

### 2013: Nuevas Alianzas
En el propósito de consolidar vínculos con sectores productivos y gubernamental de la Región Caribe, en el año 2013 se finiquitaron dos importantes alianzas: Alianza para el Fortalecimiento Minero del Caribe y la Alianza Logística y Portuaria, con las cuales se buscaba cubrir las demandas de personal con perfil especializado en estos sectores.

### 2014-2015: Nuevos programas
Para ampliar la oferta académica de la institución, en 2014 el MEN aprobó el registro calificado para 08 nuevos programas del área de ingenierías y, por primera vez, para un programa en modalidad virtual (Técnica Profesional en Mantenimiento de Sistemas Informáticos), y tres del nivel de especializaciones: Especialización Técnica en Mantenimiento Industrial, Especialización Técnica en Procesos de Soldadura de Mantenimiento, Especialización Tecnológica en Gestión de la Cadena de Suministro.
También durante este año, dando continuidad al permanente compromiso con la calidad académica, ITSA recibió la visita de pares académicos del Consejo Nacional de Acreditación - CNA para la verificación de condiciones de calidad con fines de acreditación de alta calidad de dos programas de la Escuela de Administración y Gestión: Técnica Profesional en Operaciones del Comercio Exterior, Tecnología en Gestión Logística Internacional, y dos de la Escuela de Procesos Industriales: Técnica Profesional en Operación de Procesos Industriales, Tecnología en Gestión de Procesos Industriales.
En aras de continuar su crecimiento y madurez, en 2014 el ITSA tomó la iniciativa para su transformación, lo que implicó una autoevaluación y redefinición de sus estatutos para solicitar ante el MEN el cambio de carácter académico, de Instituto Tecnológico a Institución Universitaria. EL resultado final de este proceso fue satisfactorio. El 22 de diciembre de 2015, el Ministerio de Educación Nacional, a través de la Resolución n.º 20964, aprobó el cambio de carácter académico, dando origen a la actual denominación de Institución Universitaria ITSA. En respuesta a la necesidad de fortalecer la gestión académica de la institución, mediante la Resolución n.º 0668 de 18 de mayo de 2016, se abrió la convocatoria pública del concurso de méritos para la selección de veintiocho (28) docentes de planta con denominación “Docente de Tiempo Completo de la Institución Universitaria ITSA”.

### 2016: Nuevo Acuerdo
El 14 de julio de 2016 quedó inscrito en la historia de la Institución Universitaria ITSA, luego de que el alcalde Alejandro Char, sancionó el Acuerdo n.º 0012 por medio del cual la Institución Universitaria ITSA fue incorporado a la estructura administrativa y presupuestal del Distrito de Barranquilla. Así se cumplió el deseo del alcalde Char de dotar al Distrito de Barranquilla de una institución pública de educación superior, mediante la cual satisfacer la demanda de educación superior de los jóvenes bachilleres barranquilleros, en especial, de los pertenecientes a los estratos socioeconómicos más bajos, y a todos aquellos que no alcanzan un cupo la actual red de universidades en institutos técnicos y tecnológicos.

### 2017: 20 años
En enero de 2017, ante la ministra de Educación, Yaneth Giha, tomó posesión como miembro del Consejo Nacional de Acreditación-CNA el rector de la Institución Universitaria ITSA, Emilio Armando Zapata, en representación de las instituciones técnicas y tecnológicas del país. En el mes de julio, en el Gran Salón del Hotel EL Prado, se realizó la celebración de los 20 años de vida jurídica de la institución, ahora transformada en Institución Universitaria ITSA. En el acto estuvieron presentes algunos de los gestores de la idea original, así como las autoridades gubernamentales y representantes del sector productivo que han actuado como aliados estratégicos en el proceso de consolidación y crecimiento de la institución, desde su nacimiento como Instituto Tecnológico de Soledad Atlántico, has verlo convertido en Institución Universitaria.

### 2018: Posgrados
En el mes de febrero de 2018, el Ministerio de Educación de Colombia, mediante Resolución n.º 2896 concedió la Acreditación de Alta Calidad al programa Ingeniería Mecatrónica, siendo este el primer programa de nivel profesional de la institución que recibe este reconocimiento.
En el mes de abril, la Institución Universitaria ITSA recibió la visita de pares académicos de la Comisión Nacional Intersectorial de Aseguramiento de la Calidad de la Educación Superior – CONACES. La visita tuvo como objeto la verificación de las condiciones básicas de calidad, con miras a obtener el registro calificado para los programas Especialización en Gerencia Logística Internacional, la cual se ofertará en los campus Soledad (Atlántico) y Barranquilla; y Especialización en Sistemas Automáticos de Control, para ser ofertada en el campus Soledad (Atlántico). Estos dos programas se convertirán en la primera experiencia de ITSA en cuanto a oferta de posgrados de nivel profesional.
El día 28 de noviembre, la Institución Universitaria ITSA, presentó, oficialmente, a la comunidad académica, comunidad general y medios de comunicación, los tres primeros programas de posgrado aprobados por el Ministerio de Educación de Colombia. Los programas de posgrado, adscritos a la Facultad de Ingenierías, son: Especialización en Sistemas Automáticos de Control; Especialización en Administración de Sistemas Telemáticos y Especialización en Sistemas Integrados de Gestión.

### 2019: Investigación, infraestructura & Generación E
En el año 2019, se destacaron nuevos logros en el campo académico. El Ministerio de Educación de Colombia, mediante la Resolución n.º 000648 de 24 de enero, otorgó el Registro Calificado para la Especialización en Gerencia Logística Internacional. Luego, en el mes de abril, mediante Resolución n.º 004188, el MEN le otorgó la Acreditación de Alta Calidad al programa de Ingeniería Telemática, con vigencia de seis (06) años.
Con respecto a la investigación, durante el año 2019 se presentaron avances significativos. La institución pasó de tener veinticuatro (24) a cuarenta y seis (46) investigadores reconocidos por Colciencias, de los cuales tres (3) se ocuparon en la categoría Senior, trece (13) en categoría Asociado y treinta (30) en categoría Junior. En cuanto a publicaciones, las cifras llegaron a 14 libros electrónicos (ebooks), 35 artículos en revistas indexadas, 6 registros de marca y 36 ponencias entre nacionales e internacionales.
En julio de 2019, la Superintendencia (Colombia) de Industria y Comercio, concedió la patente de invención sobre el proyecto “Sistema para el desmonte y montaje automático de llantas”, el cual se empezó a gestar desde el año 2003 por los estudiantes Fernan Castillo y Ederson Pava, del programa de Tecnología en Electromecánica, en ese tiempo dirigido por el profesor Gilberto González García. Este proyecto de investigación les fue avalado como trabajo de grado y, desde el inicio, se tuvo la intención de patentarlo, pero por los altos costos que implicaba el proceso se decidió guardarlo para no divulgar la tecnología y que esta no pasara a formar parte del estado de la técnica, que es uno de los requisitos que exige la Superintenedencia para una patente. Solo hasta el año 2016 cuando Colciencias abrió una convocatoria para patentar y, ofreció estímulos en la financiación del proceso, ITSA decidió presentar esa investigación, y fue así como el 21 de julio de 2019 se culminó exitosamente el proceso, el cual les permitió ser titulares de la patente de la Institución Universitaria ITSA, el profesor Gilberto González García y los egresados Fernan Castillo y Ederson Pava. Entre tanto, un grupo de estudiantes con el apoyo de la Alcaldía de Barranquilla, lanzaron la app "Mi Amiga", una herramienta tecnológica que le permite a las mujeres víctimas de violencia, recibir ayuda en caso de urgencias o en casos de que sientan agredidas de manera constante.
En cuanto a infraestructura física, se logró avanzar en la definición del diseño arquitectónico y el presupuesto para la construcción de la sede propia para la institución en el municipio de Soledad (Atlántico). Este proyecto, debe ser presentado ante el Órgano Colegiado de Administración y Decisión – OCAD – Regional Caribe, donde se definirá la viabilidad de su financiación con recursos provenientes del Sistema General de Regalías.
En el año 2019, 1.581 estudiantes de la institución se beneficiaron del programa Generación E, que hace parte de la estrategia del Estado Colombiano para apoyar la formación profesional de jóvenes pertenecientes a familias de escasos recursos económicos; y el primer egresado del programa 'Atlántico COCO', liderado por Eduardo Verano de la Rosa, fue Sebastián Vizcaíno Ochoa del programa Técnico Profesional en Mantenimiento Electrónico Industrial.

### 2020: Pandemia,  nuevo hito y patente
En 2020 todo fue diferente en la Institución Universitaria ITSA. Tras la declaratoria hecha por la Organización Mundial de la Salud como pandemia por la expansión del Coronavirus, más conocido como COVID-19, el presidente de la República de Colombia, Iván Duque, decretó el aislamiento forzoso desde el día 25 de marzo para toda la población colombiana, con algunas pocas excepciones. La Institución Universitaria ITSA, al igual que todas las instituciones de educación del país, tuvo que optar por impartir las clases en modalidad virtual, evento para el que no estaba preparada, pero esta contingencia no fue obstáculo para dejar de atender, en la mejor manera posible a sus estudiantes. Con la determinación de la Administración y con la colaboración decidida de los docentes, el proceso de formación continuó, convirtiendo esta dificultad en una gran oportunidad para un nuevo aprendizaje.
En medio de estas nuevas circunstancias impuestas por la pandemia, la Institución continuó trabajando con el compromiso de toda la comunicad ITSA y atendiendo las disposiciones del Ministerio del Trabajo (Colombia) y del Ministerio de Educación de Colombia. Adecuó las diversas plataformas a utilizar, tanto por el cuerpo docente y estudiantes como por el personal administrativo y les abrió espacios de capacitación para su uso correcto. Facilitó, en calidad de préstamo, equipos de cómputo portátiles a los estudiantes de menos recursos económicos. Las ceremonias de grado también se realizaron de manera virtual presentados por el también actor, Sergio Borrero. Así, en la ceremonia de grados número 52, se graduó la primera promoción de Especialistas en Administración de Sistemas Telemáticos, diez (10) en total, lo que se constituyó en otro hito en la historia de la Institución.
También la Institución mantuvo la certificación del Sistema de Gestión de Calidad bajo la Norma ISO 9001:2015 así como al Centro de Lenguas, este bajo la norma NTC 5580:2011 de acuerdo a la auditoria externa de calidad realizada por el Instituto Colombiano de Normas Técnicas y Certificación como ente certificador. En este mismo año, la Superintendencia de Industria y Comercio, le otorgó a ITSA y a los docentes Rubén Guerra Robles, Gilberto González García y Vladimir Cudris Guerrero, la patente de Invención por el proyecto titulado “Sistema y método de limpieza de superficies incorporando circulación de partículas abrasivas en un lecho con dos filtros acoplados y la entrada y salida del recipiente”. Esta patente tiene una vigencia de 20 años contados desde la fecha de solicitud, abril de 2017 hasta abril de 2037.

### 2021: Alternancia, recertificaciones de Calidad, Acreditación e Investigación
En el año 2021, aunque las circunstancias mejoraron un poco al vaivén de los picos de contagio del virus COVID-19, la mayor parte del trabajo de la Institución Universitaria ITSA se continuó desarrollando con apoyo en las tecnologías de la información y las comunicaciones, es decir, clases virtuales, en su mayoría, y algunos laboratorios de forma presencial con control de aforo, y trabajo remoto desde la casa para los empleados administrativos, de acuerdo a las directrices de las autoridades de salud y de trabajo.
En este año, la Institución recertificó su Sistema de Gestión de Calidad de acuerdo a los parámetros de la norma ISO 9001:2015 para los servicios prestados en los campus de Soledad (Atlántico) y Barranquilla. Igual sucedió con el Centro de Enseñanza de Lenguas Extranjeras, que fue recertificado de acuerdo a los estándares de la norma NTC 5580:2011.
ITSA, como ha sido su tradición y compromiso, dio un paso importante en su propósito de ser reconocida como una Institución de Educación Superior de Alta Calidad con Acreditación Institucional, al recibir, en el mes de abril, la visita de apreciación de condiciones iniciales realizada por el Consejo Nacional de Acreditación. Como resultado de esta visita, se obtuvo el aval para iniciar el proceso de autoevaluación conducente a la Acreditación Institucional.
Se amplió la oferta académica con cinco (05) nuevos programas: Tecnología en Gestión Administrativa, Tecnología en Gestión de Seguridad y Salud en el Trabajo, Ingeniería en Seguridad y Salud en el Trabajo, Inteligencia de Negocios y Licenciatura en Educación Básica Primaria. Con estos programas, la Institución logró que su oferta académica abarque otros campos de conocimiento con una alta demanda en el mercado laboral actual en el corto y mediano plazo.
Otro aspecto importante, fue el fortalecimiento de la labor investigativa lograda mediante la suma de diversos apoyos y esfuerzos institucionales para el fortalecimiento de métodos, metodologías e instrumentos que posibilitan la producción y visibilidad investigativa en cada una de las áreas de conocimiento. Fue así como se logró, en el lapso de dos años, 2019 – 2021, incrementar de 2 a 4 el número de grupos de investigación en la categoría A. En relación con el reconocimiento de investigadores, también se evidenció un incremento favorable para los investigadores de ITSA. En términos globales, mientras en 2019 había 46 investigadores clasificados, para el año 2021 esta cifra llegó a 67 según los resultados preliminares. Se destacó el crecimiento en cuanto a Investigadores Senior, pasando de 3 en 2019 a 8 en 2021. Y en investigadores asociados la variación fue de 13 en 2019 a 24 en 2021.

### 2022-presente: Cambio de nombre a Institución Universitaria de Barranquilla
En la administración del alcalde Jaime Pumarejo la institución ITSA cambia de nombre a Institución Universitaria de Barranquilla debido a que el distrito de Barranquilla manejará la nueva universidad distrital, además de que el distrito compró el colegio San Miguel del Rosario convirtiéndolo en la nueva sede universitaria distrital.

## Rectores
- Carlos Javier Prasca Muñoz (1999-2011)
- Emilio Armando Zapata (2012-2022)
- Arcesio Castro Agudelo (2022-actualidad)

## Pregrados
- Administración de Negocios Internacionales
- Administración Logística
- Diseño Gráfico
- Ingeniería Telemática
- Ingeniería Mecatrónica
- Ingeniería Industrial
- Ingeniería en Seguridad y Salud en el Trabajo
- Licenciatura en Educación Básica Primaria
- Inteligencia de Negocios

## Posgrados
- Maestría en Administración de Empresas - MBA
- Maestría en Ingeniería y Estrategia
- Especialista en Gerencia Financiera
- Especialista en Marketing Digital
- Administración de Sistemas Telemáticos
- Sistemas Automáticos de Control
- Gerencia de Sistemas Integrados de Gestión
- Gerencia Logística Internacional

## Organización
Las facultades académicas de la Institución Universitaria de Barranquilla IUB están clasificadas así:
- Marlene del Rosario Ballestas Rodríguez, Decana de la Facultad de Ciencias, Educación, Artes y Humanidades.
- Carlos Andrés Montero Bula, Decano de la Facultad de Ingenierías.
- Mario Javier Brume González, Decano de la Facultad de Ciencias Económicas y Administrativas.

## Egresados destacados
- Miguel Santiesteban, periodista en Noticias Telemundo